# Klaus Oberauer
Klaus Oberauer (* 1965) ist ein deutscher Psychologe. Er ist Leiter der Professur für Kognitionspsychologie an der Universität Zürich (UZH).

## Leben
Oberauer studierte Psychologie an der Freien Universität Berlin und legte 1991 das Diplom ab. Von 1994 bis 1997 war er an der Universität Mannheim tätig. 1995 wurde er an der Universität Heidelberg mit der Arbeit Intentionalität und Reflexion. Bausteine zu einer hermeneutischen Kognitionswissenschaft zum Dr. phil. promoviert. Von 1997 bis 2005 arbeitete er an der Universität Potsdam bei Reinhold Kliegl. 2003 habilitierte er sich dort im Fach Psychologie und erhielt mit der Arbeit Die Grenzen kognitiver Kapazität oder: Warum sind wir nicht intelligenter? die Venia legendi. Ab 2005 war er Professor an der Universität Bristol. 2008 wurde er zum ordentlichen Professor für Allgemeine Psychologie mit dem Schwerpunkt Kognitive Psychologie an die Universität Zürich berufen.
Klaus Oberauer leistet unter anderem Beiträge in der Forschung zum Arbeitsgedächtnis.

## Schriften
- Intentionalität und Reflexion. Bausteine zu einer hermeneutischen Kognitionswissenschaft. Dissertation. Universität Heidelberg 1995. Aschendorff, Münster 1997, ISBN 3-402-04600-8.

## Auszeichnungen
- 2004: Charlotte- und Karl-Bühler-Preis der Deutschen Gesellschaft für Psychologie[5]
- 2023: Oswald-Külpe-Preis